# Ciutat Universitària (barri de Madrid)
Ciutat Universitària és un barri de Madrid, part del districte de Moncloa-Aravaca, en el nord-oest de la ciutat espanyola. Limita al sud amb Argüelles i Casa de Campo, a l'oest amb Valdemarín i Aravaca, a l'est amb Valdezarza, Gaztambide i Vallehermoso (Chamberí) i Bellas Vistas (Tetuán) i al nord amb El Pardo i Fuentelarreina (Fuencarral-El Pardo).
Comprèn el campus universitari homònim, també conegut com a Campus de Moncloa, on se situen la major part de les facultats i escoles superiors de la Universitat Complutense de Madrid i de la Universitat Politècnica de Madrid, així com nombrosos Col·legis Majors i Instal·lacions de la Universitat Nacional d'Educació a Distància.

## Història

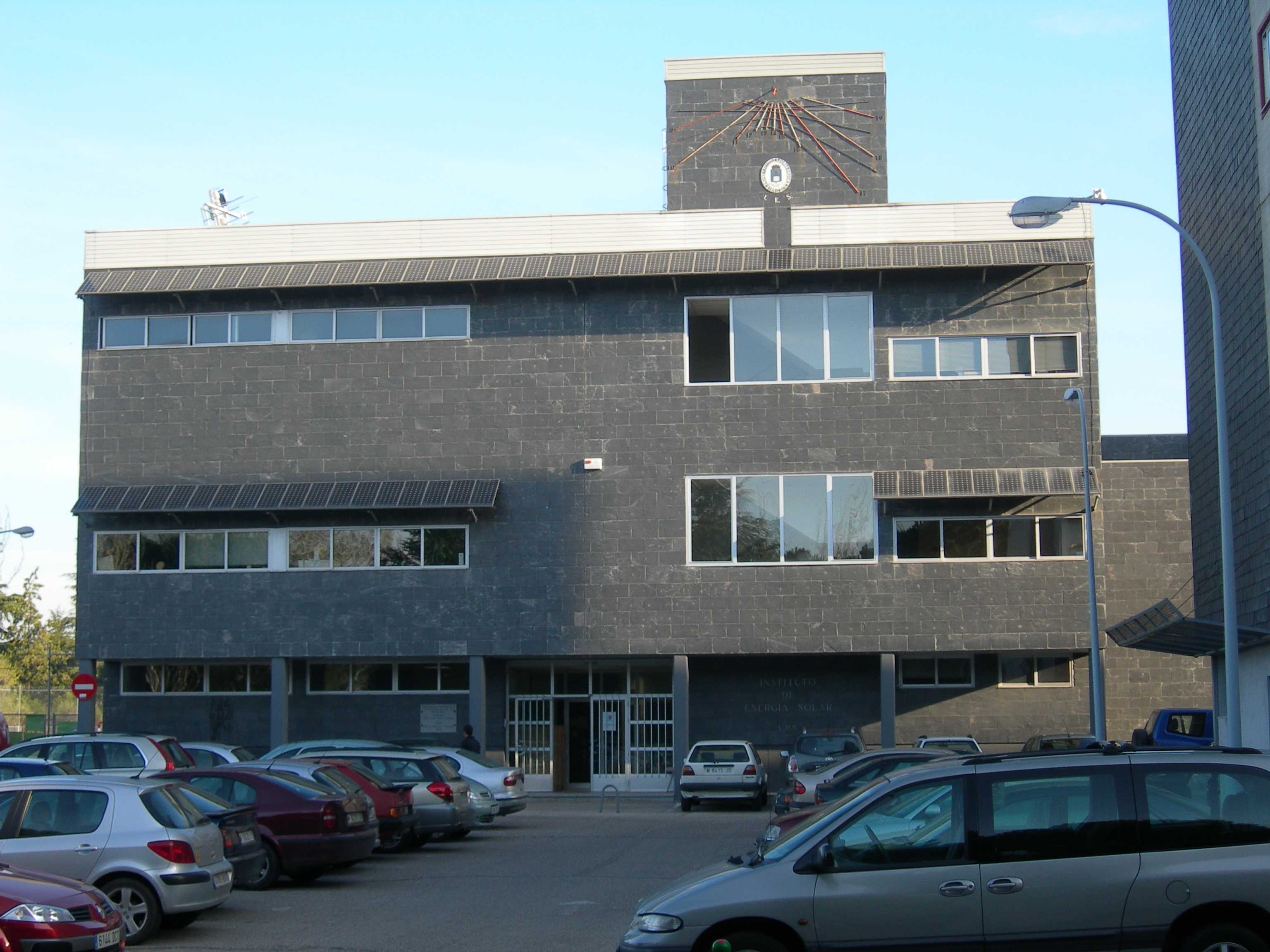
Institut d'Energia Solar de la Universitat Politècnica de Madrid

La creació d'aquesta zona, d'aproximadament 5,5 km², és el resultat d'un projecte urbanístic portat a terme entorn de 1927 en el qual es pretenia reunir les grans universitats de la ciutat en els terrenys cedits pel rei Alfons XIII. El 25 de juliol del següent any es va establir per reial decret una loteria nacional per a aconseguir recursos destinats a la construcció del complex universitari.
Durant la Guerra Civil espanyola, la Ciutat Universitària va ser escenari d'importants batalles i durant el franquisme, al llarg dels anys 70, els estudiants universitaris van protagonitzar sonades revoltes en contra del règim. Nombrosos edificis i facultats van ser més tard reformades per a ocultar els impactes de bala i destrosses ocasionades durant la Guerra Civil i posteriors revoltes estudiantils.
En aquesta àrea de marcat ambient universitari existeixen, a més de les facultats i rectorats, nombroses residències d'estudiants, col·legis majors, tres poliesportius, un jardí botànic i extenses zones verdes.
La Ciutat Universitària està vertebrada per l'Avinguda Complutense i l'autovia del Nord-oest. En la zona oest del barri està el Palau de la Moncloa i en el límit nord el parc de la Dehesa de la Villa. A la Ciutat Universitària es pot accedir per qualsevol de les línies d'autobús que passen o usant les estacions del Metro de Madrid.